# Банис, Генрикас Антано
Генрикас Антано Банис (лит. Henrikas Banys; 26 июня 1927, Шилува, Каунасский уезд Литвы — 17 августа 1986, Вильнюс) — литовский советский балетный танцовщик, педагог-репетитор, народный артист Литовской ССР (1965).

## Биография
С 1943 года учился балету в Шяуляе и Каунасе, позже — в балетной студии при Театре оперы и балета Литвы у педагога Б. Келбаускаса. По окончании балетной студии, с 1945 года — артист балетной труппы Театра оперы и балета в Каунасе (позже Театр оперы и балета Литовской ССР в Вильнюсе).
С 1971 года — педагог-репетитор Театр оперы и балета Литовской ССР (ныне Литовский национальный театр оперы и балета).
В 1960-х годах с успехом гастролировал за рубежом, в том числе, Турции, Франции, Бельгии, Болгарии, Финляндии, странах Азии.

## Избранные балетные партии
- Юноша («Шопениана»),
- Дезире («Спящая красавица»),
- Зигфрид («Лебединое озеро»),
- Альберт («Жизель»),
- Жан дё Бриен («Раймонда»),
- Фрондосо («Лауренсия» Крейна),
- Базиль («Дон Кихот» Минкуса),
- Негр («Шехеразада» на муз. Римского-Корсакова),
- Джанчотто («Франческа да Римини» на муз. Чайковского),
- Ако («Ригонда» Гринбладта),
- Спартак (Хачатуряна),
- Антанас («Невеста» Пакальниса),
- Марюс («На берегу моря» Юзелюнаса),
- Угнюс («Аудроне» Индры),
- Маргус («Тийна» Аустер).